# Vale da Amoreira
Vale da Amoreira ist ein Ort und eine ehemalige Gemeinde (Freguesia) im portugiesischen Kreis Moita. Die Gemeinde hatte 10.066 Einwohner (Stand 30. Juni 2011).
Am 29. September 2013 wurden die Gemeinden Vale da Amoreira und Baixa da Banheira zur neuen Gemeinde União das Freguesias de Baixa da Banheira e Vale da Amoreira zusammengeschlossen.